# Octopus (альбом The Human League)
Octopus — седьмой студийный альбом британской синтипоп-группы The Human League, изданный лейблом EastWest Records в 1995 году. Octopus стал первым коммерчески успешным альбомом после относительно неудачных альбомов Crash и Romantic?.

## Об альбоме
После падения популярности группа вновь издала новый альбомом в 1995 году. В записи принимал участие клавишник Tears for Fears Иэн Стэнли, Рассел Деннет и Нил Саттон. Бывший гитарист группы Джо Коллис также принял участие в записи диска и вместе с Филипом Оки написал одну композицию. Песни «Tell Me When», «Filling Up with Heaven» и «One Man in My Heart» были изданы синглами. «Tell Me When» и «One Man in My Heart» стали хитами и попали в UK Singles Chart, первый сингл занял шестое место, а второй — тринадцатое. В США «Tell Me When» поднялся до тридцать первой позиции. Однако третий сингл «Filling Up with Heaven» и сам альбом не были такими же успешными как «Tell Me When» и «One Man in My Heart». Соответственно, лейбл EastWest Records расторг контракт с группой. «One Man in My Heart» остается одной из немногих песен коллектива, где вокал исполняет исключительно Сьюзан Энн Гейл. Трек «These Are the Days» был издан в качестве промосингла.
Octopus был продан тиражом в 80 000 копий в Великобритании. Британская ассоциация производителей фонограмм присвоила диску золотой статус.

## Список композиций
| №  | Название                    | Автор(ы)            | Длительность |
| -- | --------------------------- | ------------------- | ------------ |
| 1. | «Tell Me When»              | Беккет, Оки         | 4:51         |
| 2. | «These Are the Days»        | Оки, Стэнли         | 5:46         |
| 3. | «One Man in My Heart»       | Оки, Саттон         | 4:03         |
| 4. | «Words»                     | Деннет, Оки         | 5:54         |
| 5. | «Filling Up with Heaven»    | Оки, Стэнли         | 4:19         |
| 6. | «Housefull of Nothing»      | Беккет, Оки, Стэнли | 4:30         |
| 7. | «John Cleese; Is He Funny?» | Оки                 | 3:59         |
| 8. | «Never Again»               | Коллис, Оки         | 4:41         |
| 9. | «Cruel Young Lover»         | Беккет, Денет, Оки  | 6:56         |

## Позиции в хит-парадах
| Хит-парад (1995)    | Максимальная позиция |
| ------------------- | -------------------- |
| German Albums Chart | 76                   |
| UK Albums Chart     | 6                    |